# توره دی مادرید
توره دی مادرید (انگلیسی: Tower of Madrid) ساختمان اداری مسکونی ۳۷ طبقه مستقر در شهر مادرید، اسپانیا است، که در سال ۱۹۵۷ احداث گردید.